# لوشاب قلندر أباد
لوشاب قلندر أباد (بالفارسية: لوشاب قلندرآباد) هي قرية تقع في قسم قلندرآباد الريفي في إيران. يقدر عدد سكانها بـ 94 نسمة بحسب إحصاء 2016.